# Molières 2008
La 22e cérémonie des Molières s'est déroulée le lundi 28 avril 2008 aux Folies Bergère, organisée par l'Association professionnelle et artistique du théâtre (APAT). Elle a été présentée comme en 2006 et 2007 par l'animatrice de télévision Karine Le Marchand, sous la présidence d'honneur des comédiens Clovis Cornillac et Barbara Schulz. Au cours de la soirée, un hommage est rendu à José Artur par sa fille Sophie Artur.
Les nominations sont annoncées le 31 mars.

## Molière du comédien
- Michel Galabru dans Les Chaussettes - Opus 124 
  - Clovis Cornillac dans L'Hôtel du libre échange
  - Jacques Frantz dans Les Riches reprennent confiance
  - Jérôme Kircher dans La Petite Catherine de Heilbronn

## Molière de la comédienne
- Myriam Boyer dans La Vie devant soi 
  - Marina Hands dans Partage de midi
  - Cristiana Reali dans Good Canary
  - Dominique Reymond dans Le Pélican

## Molière du comédien dans un second rôle
- Gilles Privat dans L'Hôtel du libre échange 
  - Didier Brice dans Les Forains
  - Jean-Pierre Malo dans En toute confiance
  - Laurent Stocker dans Juste la fin du monde

## Molière de la comédienne dans un second rôle
- Valérie Bonneton dans Le Dieu du carnage 
  - Sabine Haudepin dans Les Belles-sœurs
  - Norah Krief dans Le Roi Lear
  - Bulle Ogier dans L'Homme sans but

## Molière de la révélation théâtrale
- Raphaëline Goupilleau dans Une souris verte 
  - Sarah Biasini dans L'Antichambre
  - Thibaut Corrion dans Le Cid
  - Clotilde Hesme dans La Seconde Surprise de l'amour
  - Julie-Marie Parmentier dans La Petite Catherine de Heilbronn
  - Aymen Saïdi dans La Vie devant soi

## Molière du théâtre privé
- La Vie devant soi de Romain Gary (Emile Ajar), mise en scène Didier Long au Théâtre Marigny 
  - Les Belles-sœurs d'Éric Assous, mise en scène Jean-Luc Moreau
  - Good Canary de Zach Helm, mise en scène John Malkovich
  - Les Riches reprennent confiance de Louis-Charles Sirjacq, mise en scène Étienne Bierry

## Molière du théâtre public
- Juste la fin du monde de Jean-Luc Lagarce, mise en scène Michel Raskine, à la Comédie-Française 
  - Hop là, nous vivons ! de Ernst Toller, mise en scène Christophe Perton
  - La Seconde Surprise de l'amour de Marivaux, mise en scène Luc Bondy
  - Les Trois Sœurs de Tchekhov, mise en scène Stéphane Braunschweig

## Molière de l'auteurfrancophone vivant
- Roland Dubillard pour Les Diablogues 
  - Jean-Claude Brisville pour L'Antichambre
  - Joël Pommerat pour Je tremble
  - Stéphan Wojtowicz pour Les Forains

## Molière du metteur en scène
- John Malkovich pour Good Canary 
  - Luc Bondy pour La Seconde Surprise de l'amour
  - Alain Françon pour L'Hôtel du libre
  - Didier Long pour La Vie devant soi

## Molière de l'adaptateur
- Xavier Jaillard pour La Vie devant soi 
  - Pierre Deshusses pour La Petite Catherine de Heilbronn
  - Dominique Laure Miermont et Lukas Hemleb pour La Marquise d'O
  - Lulu Sadler et Michael Sadler pour Good Canary

## Molière du décorateur scénographe
- Pierre-François Limbosch pour Good Canary 
  - Catherine Bluwal pour L'Antichambre
  - Karl-ernst Herrmann pour La Seconde Surprise de l'amour
  - Nicky Rieti pour La Petite Catherine de Heilbronn

## Molière du créateur de costumes
- Julie Taymor pour Le Roi lion 
  - Moidele Bickel pour La Seconde Surprise de l'amour
  - Pascale Bordet pour Victor ou les enfants au pouvoir
  - Patrice Cauchetier pour L'Hôtel du libre échange
  - Florence Sadaune pour Le Cid

## Molière du créateur de lumières
- Donald Holder pour Le Roi lion 
  - Christophe Grelié pour Good Canary
  - Joël Hourbeigt pour Homme sans but
  - Éric Soyer pour Je tremble

## Molière du spectacle musical
- Le Roi lion, Théâtre Mogador 
  - Cabaret, Folies Bergère
  - L'Enfer de Gabor Rassov d'après Dante, mise en scène Pierre Pradinas, Théâtre de l'Union
  - Souingue ! Souingue ! mise en scène Laurent Pelly

## Molière du spectacle seul(e) en scène
- Éric Métayer dans Un monde fou de Becky Mode 
  - Jacques Bonnaffé dans L'Oral et Hardi de Jean-Pierre Verheggen
  - Christophe Malavoy dans Gary/Ajar d'André Asséo
  - Laurent Poitrenaux dans Ébauche d'un portrait d’après le journal de Jean-Luc Lagarce, mise en scène François Berreur

## Molière du spectacle jeune public
- L'hiver 4 chiens mordent mes pieds et mes mains, Philippe Dorin, Sylviane Fortuny 
  - Nosferatu mis en scène et joué par Denis Athimon et Julien Mellano
  - Petit Pierre de Suzanne Lebeau, mise en scène Maud Hufnagel
  - Seule dans ma peau d'âne, de et mise en scène d'Estelle Savasta

## Molière de la compagnie
- La Petite Catherine de Heilbronn de Heinrich von Kleist, mise en scène André Engel (Cie Le vengeur masqué) 
  - Le Cirque invisible de Victoria Chaplin et Jean-Baptiste Thierrée
  - Les Fourberies de Scapin de Molière, mise en scène Émilie Valantin (Théâtre du Fust-Montélimar)
  - Je tremble de Joël Pommerat (Compagnie Louis Brouillard)
  - Juste la fin du monde de Jean-Luc Lagarce, mise en scène François Berreur (Cie Les Intempestifs)
  - Meilleurs Souvenirs de Grado de Franz Xaver Kroetz, mise en scène Benoît Lambert (Théâtre de la tentative)
  - Le Mendiant ou la mort de Zand de Iouri Olecha, mise en scène Bernard Sobel